# Новдег (Хондаб)
Нов-Дег (перс. نوده) — село в Ірані, у дегестані Джаверсіян, у бахші Каре-Чай, шагрестані Хондаб остану Марказі. За даними перепису 2006 року, його населення становило 637 осіб, що проживали у складі 149 сімей.

## Клімат
Середня річна температура становить 11,38 °C, середня максимальна – 30,56 °C, а середня мінімальна – -10,03 °C. Середня річна кількість опадів – 277 мм.
| Клімат поселення                              | Клімат поселення | Клімат поселення | Клімат поселення | Клімат поселення | Клімат поселення | Клімат поселення | Клімат поселення | Клімат поселення | Клімат поселення | Клімат поселення | Клімат поселення | Клімат поселення | Клімат поселення |
| Показник                                      | Січ.             | Лют.             | Бер.             | Квіт.            | Трав.            | Черв.            | Лип.             | Серп.            | Вер.             | Жовт.            | Лист.            | Груд.            |                  |
| Середній максимум, °C                         | 5,82             | 7,08             | 11,12            | 17,95            | 23,25            | 28,76            | 30,56            | 30,38            | 25,38            | 19,04            | 12,12            | 6,66             |                  |
| Середня температура, °C                       | −2,1             | −0,87            | 3,18             | 10,03            | 15,31            | 20,83            | 24,90            | 24,71            | 19,71            | 13,38            | 6,46             | 0,99             |                  |
| Середній мінімум, °C                          | −10,03           | −8,8             | −4,74            | 2,08             | 7,38             | 12,89            | 19,22            | 19,04            | 14,04            | 7,71             | 0,79             | −4,68            |                  |
| Норма опадів, мм                              | 41               | 37               | 50               | 36               | 33               | 6                | 1                | 1                | 0                | 8                | 25               | 39               |                  |
| Середньомісячна швидкість вітру, м/с          | 1.86             | 2.50             | 3.01             | 3.15             | 2.80             | 2.48             | 2.46             | 2.37             | 2.22             | 2.17             | 1.79             | 1.98             |                  |
| Середньомісячна сонячна радіація, кДж/м²·день | 8975             | 12208            | 14721            | 18245            | 22227            | 27004            | 25968            | 24080            | 21130            | 15596            | 10922            | 8849             |                  |
| --------------------------------------------- | ---------------- | ---------------- | ---------------- | ---------------- | ---------------- | ---------------- | ---------------- | ---------------- | ---------------- | ---------------- | ---------------- | ---------------- | ---------------- |
| Джерело:                                      |                  |                  |                  |                  |                  |                  |                  |                  |                  |                  |                  |                  |                  |